# آندریاس هوروات
آندریاس هوروات (آلمانی: Andreas Horvath؛ زادهٔ ۲۵ اوت ۱۹۶۸) عکاس و کارگردان فیلم اهل اتریش است.
از جمله فیلم‌های او می‌توان به لیلیان اشاره کرد که در بخش دو هفته کارگردانان جشنواره فیلم کن ۲۰۱۹ به نمایش درآمد و نامزد دریافت دوربین طلایی شد.